# Mistrzostwa Świata w Gimnastyce Artystycznej 1987
13. Mistrzostwa Świata w Gimnastyce Artystycznej odbyły się w dniach 17-20 września 1987 roku w Warnie. Zawody zostały zdominowane przez reprezentantki Bułgarii, które zdobyły złote medale we wszystkich konkurencjach. Na podium pojawiły się także Związek Radziecki, Chiny i Hiszpania.

## Tabela medalowa
| Miejsce | Państwo   | Złoto | Srebro | Brąz | Razem |
| ------- | --------- | ----- | ------ | ---- | ----- |
| 1       | Bułgaria  | 9     | 2      | 1    | 12    |
| 2       | ZSRR      | 3     | 2      | 4    | 9     |
| 3       | Chiny     | 0     | 1      | 2    | 3     |
| 4       | Hiszpania | 0     | 0      | 2    | 2     |

## Medalistki
| Konkurencja:                        | Złoto:                           | Srebro:                           | Brąz:                        |
| Układy indywidualne                 |                                  |                                   |                              |
| wielobój indywidualnie              | Bianka Panowa                    | Adriana Dunawska Elisabeth Kolewa |                              |
| ćwiczenia ze skakanką               | Adriana Dunawska Bianka Panowa   |                                   | Anna Kocznewa Marina Lobatch |
| ćwiczenia z obręczą                 | Bianka Panowa Marina Lobatch     |                                   | Anna Kocznewa                |
| ćwiczenia z maczugami               | Anna Kocznewa Bianka Panowa      |                                   | Marina Lobatch               |
| ćwiczenia ze wstążką                | Tatiana Druczynina Bianka Panowa |                                   | Elisabeth Kolewa             |
| Drużynowe układy zbiorowe           |                                  |                                   |                              |
| wielobój                            | Bułgaria                         | ZSRR                              | Hiszpania · Chiny            |
| ćwiczenia z piłkami                 | Bułgaria                         | ZSRR                              | Chiny                        |
| ćwiczenia z 3 obręczami i 3 piłkami | Bułgaria                         | Chiny                             | Hiszpania                    |